# Vortigern

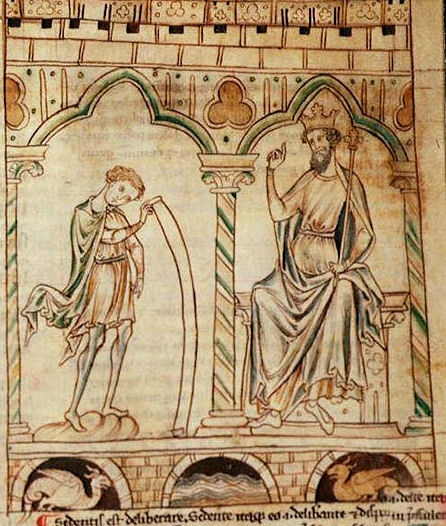
Cotton Claudius B VII f.224 Merlin och Vortigern.

Vortigern var i keltisk mytologi trollkarlen Merlins upptäckare och beskyddare. Han försökte bygga en borg i Wales men misslyckades hela tiden, och Merlin eller Emrys (som ofta anses vara samma person som Merlin) förklarade att det berodde på att det bodde två drakar i en sjö under  klippan.
Vortigern ansågs allmänt vara något av en landsförrädare bland de keltiska kungarna i Britannien[källa behövs] eftersom han samarbetade med saxarna Hengist och Horsa. Han gav dem nämligen mark för att de hjälpte honom att försvara sig mot pikter. Hans sätt att ta emot Merlins profetior gjorde att han tvingades i landsflykt av Hengist.
Vortigern kan ha levt generationen före kung Artur, förmodligen under 400-talet e.Kr, och ha varit en brittisk krigsherre. Han kan också ha varit prins av Gwent, ett dåtida walesiskt kungadöme och senare under sin levnad blivit kung över britannerna.
Vortigerns makar var Renwein och Sevira, med vilken han fick barnen Catigern, Faustus, Paschent och Vortimer. Han har också kallats Urtigernus och Gwrytheyrn (walesiska).